# Jogos Pan-Americanos de 1983
Os Jogos Pan-Americanos de 1983 foram a nona edição do evento multiesportivo, realizado na cidade de Caracas, na Venezuela, entre os dias 14 e 29 de agosto. A delegação brasileira foi composta por 276 atletas, entre os 3 426 participantes.

## Países participantes
36 países participaram do evento:
| - ARG Argentina - ANT Antígua e Barbuda - AHO Antilhas Neerlandesas - BAH Bahamas - BAR Barbados - BIZ Belize - BER Bermudas - BOL Bolívia - BRA Brasil - CAN Canadá - CHI Chile - CRC Costa Rica | - COL Colômbia - CUB Cuba - ESA El Salvador - ECU Equador - USA Estados Unidos - GUA Guatemala - GUY Guiana - HAI Haiti - HON Honduras - CAY Ilhas Cayman - VIR Ilhas Virgens Americanas - BVI Ilhas Virgens Britânicas | - JAM Jamaica - MEX México - NCA Nicarágua - PAN Panamá - PAR Paraguai - PER Peru - PUR Porto Rico - DOM República Dominicana - SUR Suriname - TRI Trinidad e Tobago - URU Uruguai - VEN Venezuela |

## Modalidades
Foram disputadas 25 modalidades nesta edição dos Jogos:
| - Atletismo - Basquetebol - Beisebol - Boxe - Ciclismo - Esgrima - Futebol - Ginástica | - Hipismo - Hóquei sobre a grama - Judô - Levantamento de peso - Lutas - [[Ficheiro:\|border \|20px\|link=\|alt=]] Nado sincronizado - Natação - Polo aquático | - Remo - Saltos ornamentais - Softbol - Tênis - Tênis de mesa - Tiro esportivo - Tiro com arco - Vela - Voleibol |

## Quadro de medalhas
País sede destacado.
| Ordem | País               |     |    |    |     |
| 1     | USA Estados Unidos | 137 | 92 | 56 | 285 |
| 2     | CUB Cuba           | 79  | 53 | 43 | 175 |
| 3     | CAN Canadá         | 18  | 44 | 47 | 109 |
| 4     | BRA Brasil         | 14  | 20 | 23 | 57  |
| 5     | VEN Venezuela      | 12  | 26 | 35 | 73  |
| 6     | MEX México         | 7   | 11 | 24 | 42  |
| 7     | ARG Argentina      | 2   | 11 | 22 | 35  |
| 8     | PUR Porto Rico     | 2   | 7  | 6  | 15  |
| 9     | COL Colômbia       | 1   | 7  | 13 | 21  |
| 10    | CHI Chile          | 1   | 3  | 9  | 13  |